# Počitelj
Počitelj is een historische nederzetting in Bosnië en Herzegovina binnen de gemeente Čapljina, onderdeel van de Federatie van Bosnië en Herzegovina.
Tijdens de Bosnische Oorlog is het in zomer van 1993 door de Kroatische Defensieraad een groot gedeelte van de oude nederzetting verwoest. Na de recente reconstructie is Počitelj teruggekeerd naar zijn oorspronkelijke vorm. De UNESCO heeft Počitelj onlangs geregistreerd als kandidaat voor de Werelderfgoedlijst.
Počitelj bezit prachtige oosterse architectuur en Ottomaanse bouwstijl en is gastheer van de langst bekende kunstkolonie in Zuidoost-Europa. Kunstenaars uit de hele wereld verzamelen zich hier elk jaar weer om te schilderen.
Tot de trekpleisters van Počitelj behoren de "De Hadzi-Alija moskee", de "Sisman-Ibrahimpasina medresa" en het "Gavran Kapetanovic"-huis. Alle zijn na de reconstructie geopend voor bezoekers en zijn steeds meer in trek bij toeristen. Het meest opvallende object in Počitelj is de "Sahat-kula", een silovormige toren die vanaf de top van de heuvel uitkijkt over het gehele dorp.

## Galerij

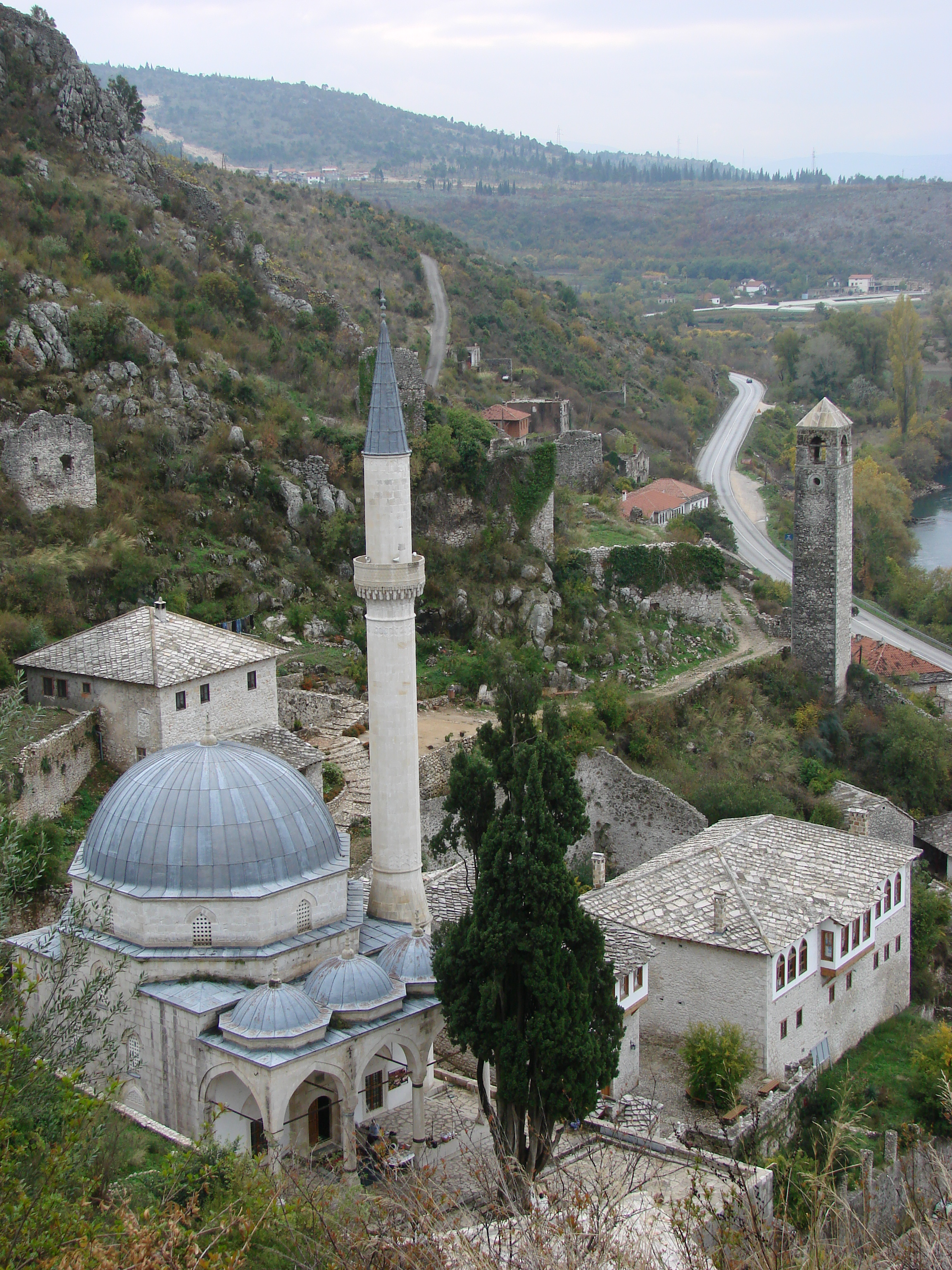
Moskee en uitkijktoren
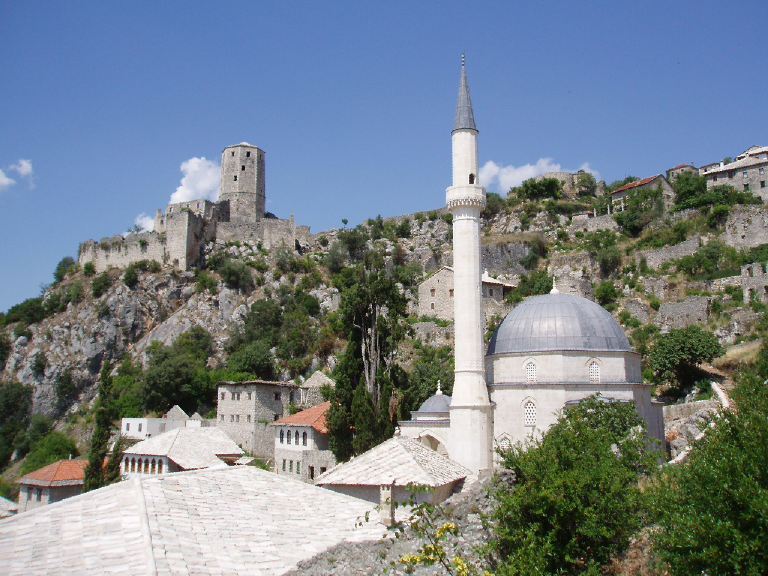
Citadel en moskee